# Янагіта Гірокі
Гірокі Янагіта (англ. Hiroki Yanagita; нар. 25 липня 2003) — японський легкоатлет, який спеціалізується у бігу на короткі дистанції.

## Спортивні досягнення
Чемпіон світу серед юніорів у естафетному бігу 4×100 метрів (2022).
Срібний призер Світових легкоатлетичних естафет у естафетному бігу 4×100 метрів (2021).